# Angé
Angé és un municipi francès, situat al departament del Loir i Cher i a la regió de Centre – Vall del Loira. L'any 2007 tenia 780 habitants.

## Demografia

### Població
El 2007 la població de fet d'Angé era de 780 persones. Hi havia 312 famílies, de les quals 91 eren unipersonals (38 homes vivint sols i 53 dones vivint soles), 95 parelles sense fills, 103 parelles amb fills i 23 famílies monoparentals amb fills.
La població ha evolucionat segons el següent gràfic:
Habitants censats

### Habitatges
El 2007 hi havia 408 habitatges, 325 eren l'habitatge principal de la família, 50 eren segones residències i 33 estaven desocupats. 389 eren cases i 18 eren apartaments. Dels 325 habitatges principals, 263 estaven ocupats pels seus propietaris, 54 estaven llogats i ocupats pels llogaters i 9 estaven cedits a títol gratuït; 4 tenien una cambra, 16 en tenien dues, 53 en tenien tres, 98 en tenien quatre i 154 en tenien cinc o més. 250 habitatges disposaven pel capbaix d'una plaça de pàrquing. A 142 habitatges hi havia un automòbil i a 160 n'hi havia dos o més.

### Piràmide de població
La piràmide de població per edats i sexe el 2009 era:
| Homes | Edats   | Dones |
| ----- | ------- | ----- |
| 0     | 95 o +  | 0     |
| 0     | 90 a 94 | 4     |
| 4     | 85 a 89 | 8     |
| 12    | 80 a 84 | 16    |
| 8     | 75 a 79 | 20    |
| 16    | 70 a 74 | 12    |
| 48    | 65 a 69 | 32    |
| 20    | 60 a 64 | 28    |
| 12    | 55 a 59 | 24    |
| 16    | 50 a 54 | 8     |
| 36    | 45 a 49 | 48    |
| 20    | 40 a 44 | 8     |
| 32    | 35 a 39 | 32    |
| 32    | 30 a 34 | 44    |
| 24    | 25 a 29 | 8     |
| 4     | 20 a 24 | 12    |
| 32    | 15 a 19 | 24    |
| 28    | 10 a 14 | 20    |
| 36    | 5 a 9   | 20    |
| 36    | 0 a 4   | 16    |

## Economia
El 2007 la població en edat de treballar era de 467 persones, 371 eren actives i 96 eren inactives. De les 371 persones actives 342 estaven ocupades (180 homes i 162 dones) i 29 estaven aturades (13 homes i 16 dones). De les 96 persones inactives 46 estaven jubilades, 25 estaven estudiant i 25 estaven classificades com a «altres inactius».

### Ingressos
El 2009 a Angé hi havia 328 unitats fiscals que integraven 781 persones, la mediana anual d'ingressos fiscals per persona era de 17.578 €.

### Activitats econòmiques
Dels 26 establiments que hi havia el 2007, 1 era d'una empresa extractiva, 2 d'empreses de fabricació d'altres productes industrials, 11 d'empreses de construcció, 5 d'empreses de comerç i reparació d'automòbils, 2 d'empreses de transport, 1 d'una empresa d'informació i comunicació, 1 d'una empresa de serveis, 1 d'una entitat de l'administració pública i 2 d'empreses classificades com a «altres activitats de serveis».
Dels 11 establiments de servei als particulars que hi havia el 2009, 1 era un taller de reparació d'automòbils i de material agrícola, 1 paleta, 2 guixaires pintors, 1 fusteria, 3 lampisteries, 1 electricista, 1 perruqueria i 1 saló de bellesa.
Els 2 establiments comercials que hi havia el 2009 eren carnisseries.
L'any 2000 a Angé hi havia 26 explotacions agrícoles que ocupaven un total de 703 hectàrees.

## Equipaments sanitaris i escolars
El 2009 hi havia una escola elemental integrada dins d'un grup escolar amb les comunes properes formant una escola dispersa.

## Poblacions més properes
El següent diagrama mostra les poblacions més properes.